# بیست و هفتمین دوره جوایز اسکار

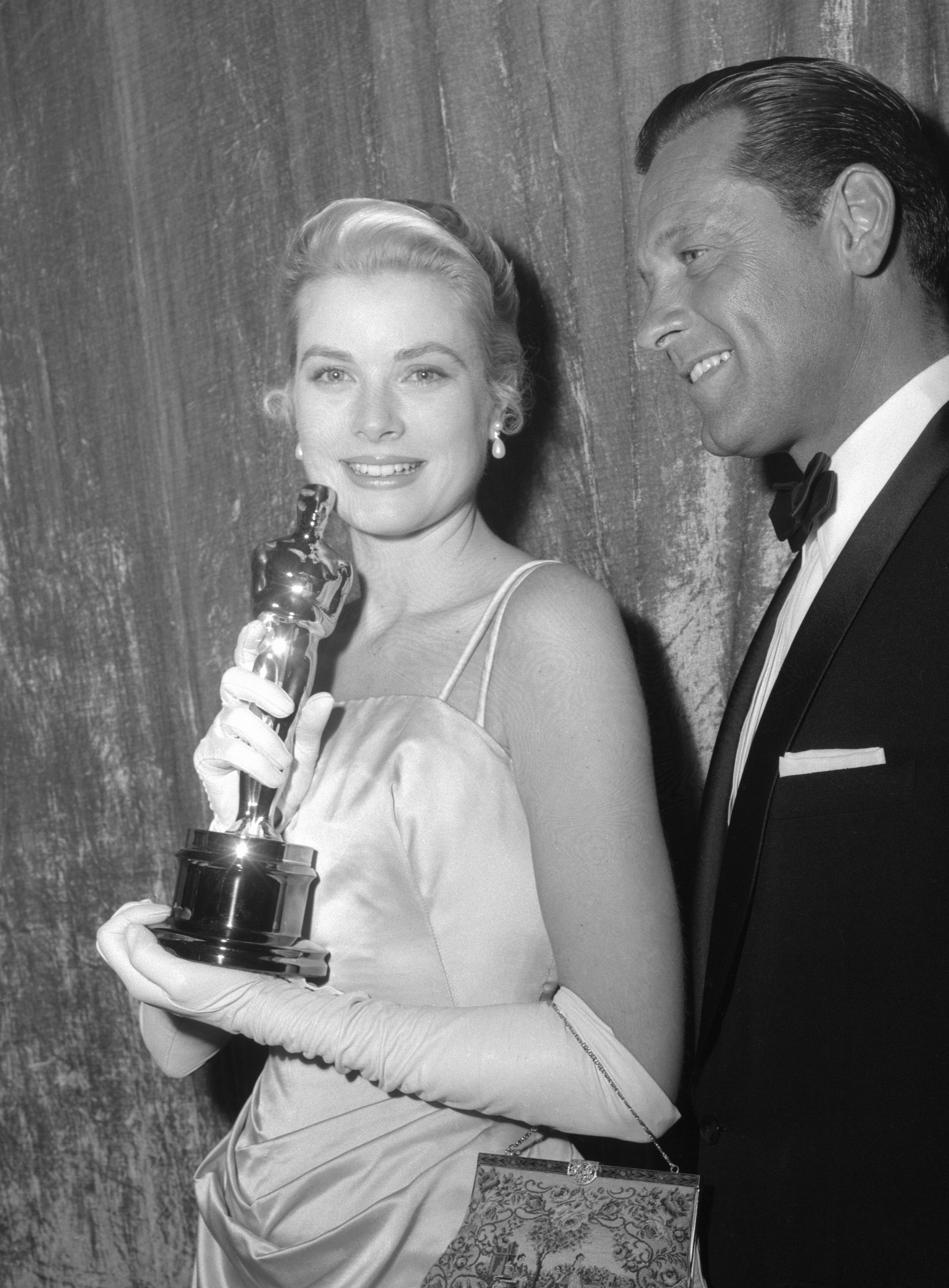
گریس کلی و ویلیام هولدن در بیست و هفتمین مراسم جوایز سالانه اسکار.

بیست و هفتمین دوره مراسم اعطای جوایز اسکار (انگلیسی: 27th Academy Awards) در روز ۳۰ مارس ۱۹۵۵ در تئاتر پنتیجز هالیوود، لس‌آنجلس برگزار شد. در این مراسم بهترین فیلم‌های سال ۱۹۵۴ جهان به انتخاب آکادمی علوم و هنرهای تصاویر متحرک جایزه گرفتند.
باب هوپ (هالیوود) و تلما ریتر (نیویورک سیتی) مجریان این مراسم بود.

## جوایز
| جایزه اسکار بهترین فیلم | جایزه اسکار بهترین کارگردانی |
| --- | --- |
| - سم اسپیگل برای کلمبیا پیکچرز – در بارانداز - استنلی کریمر برای کلمبیا پیکچرز – شورش کین - ویلیام پرلبرگ برای پارامونت پیکچرز – دختر روستایی - جک کامینگز (کارگردان) برای مترو گلدوین مایر – هفت عروس برای هفت برادر - سول سی سیگل برای فاکس قرن بیستم – سه سکه در چشمه | - الیا کازان – در بارانداز - آلفرد هیچکاک – پنجره پشتی - جرج سیتون – دختر روستایی - ویلیام ولمن – متکبرها - بیلی وایلدر – سابرینا |
| جایزه اسکار بهترین بازیگر نقش اول مرد | جایزه اسکار بهترین بازیگر نقش اول زن |
| - مارلون براندو – در بارانداز - هامفری بوگارت – شورش کین - بینگ کرازبی – دختر روستایی - جیمز میسون – ستاره‌ای متولد شده است - دن اوهرلیهی – رابینسون کروزوئه | - گریس کلی – دختر روستایی - دوروتی دندریج – کارمن جونز - جودی گارلند – ستاره‌ای متولد شده است - آدری هپبورن – سابرینا - جین وایمن – وسواس بزرگ |
| جایزه اسکار بهترین بازیگر نقش مکمل مرد | جایزه اسکار بهترین بازیگر نقش مکمل زن |
| - ادموند اوبرایان – کنتس پابرهنه - لی جی. کاب – در بارانداز - کارل مالدن – در بارانداز - راد استایگر – در بارانداز - تام تالی – شورش کین | - اوا ماری سنت – در بارانداز - نینا فوخ – مقامات اجرایی - کتی هورادو – نیزه شکسته - جن استرلینگ – متکبرها - کلر تروور – متکبرها |
| جایزه اسکار بهترین فیلم‌نامه اقتباسی | جایزه اسکار بهترین فیلم‌نامه غیراقتباسی |
| - دختر روستایی – جرج سیتون - شورش کین – Stanley Roberts - پنجره پشتی – جان مایکل هیز - سابرینا – بیلی وایلدر، ساموئل ای تیلور و ارنست لمان - هفت عروس برای هفت برادر – آلبرت هکت، فرنسیس گودریچ و Dorothy Kingsley | - در بارانداز – باد شولبرگ (نویسنده) - کنتس پابرهنه – جوزف ال. منکیه‌ویچ - Genevieve – ویلیام رز - داستان گلن میلر – والنیتن دیویس و اسکار برادنی - Knock on Wood – نورمن پاناما و ملوین فرانک |
| Best Story | جایزه اسکار بهترین پویانمایی کوتاه |
| - نیزه شکسته – فیلیپ یوردان - نان، عشق و رویاها – Ettore Maria Margadonna - بازی‌های ممنوعه – فرانسوا بویر - مردم شب (فیلم ۱۹۵۴) – جد هریس and Tom Reed - هیچ شغلی مثل نمایش نیست – لامار تروتی | - When Magoo Flew - Crazy Mixed Up Pup - Pigs Is Pigs - کابوس قبل از کریسمس - Touché, Pussy Cat! |
| Best Documentary Feature | Best Documentary Short |
| - چمن‌زار محو – والت دیزنی - The Stratford Adventure – Guy Glover | - Thursday's Children - Jet Carrier - Rembrandt: A Self-Portrait |
| جایزه اسکار بهترین فیلم کوتاه | جایزه اسکار بهترین فیلم کوتاه |
| - This Mechanical Age – رابرت یانگسون - The First Piano Quartette – Otto Lang - The Strauss Fantasy – جانی گرین | - A Time Out of War – دنیس سندرز و Terry Sanders - Beauty and the Bull – Cedric Francis - Jet Carrier – Otto Lang - Siam – شرکت والت دیزنی |
| جایزه اسکار بهترین موسیقی فیلم | جایزه اسکار بهترین موسیقی فیلم |
| - متکبرها – دیمیتری تیومکین - شورش کین – ماکس اشتاینر - Genevieve – لری ادلر - در بارانداز – لئونارد برنستاین - The Silver Chalice – فرانتس واکسمن | - هفت عروس برای هفت برادر – آدولف دویچ و سال چاپلین - کارمن جونز – هرشل برک گیلبرت - داستان گلن میلر – Joseph Gershenson and هنری مانچینی - ستاره‌ای متولد شده است – ری هایندورف - هیچ شغلی مثل نمایش نیست – آلفرد نیومن و لایونل نیومن |
| جایزه اسکار بهترین ترانه | Best Sound Recording |
| - "Three Coins in the Fountain" from سه سکه در چشمه – Music by جولی استاین; Lyric by سمی کان - "Count Your Blessings Instead of Sheep" from White Christmas – Music and Lyric by ایروینگ برلین - "The High and the Mighty" from متکبرها – Music by دیمیتری تیومکین; Lyric by ند واشینگتن - "Hold My Hand" from Susan Slept Here – Music and Lyric by Jack Lawrence و Richard Myers - "The Man That Got Away" from ستاره‌ای متولد شده است – Music by هارولد آرلن; Lyric by ایرا گرشوین | - داستان گلن میلر – Leslie I. Carey, یونیورسال استودیوز - Brigadoon – Wesley C. Miller, مترو گلدوین مایر - شورش کین – جان پی. لیوادری, کلمبیا پیکچرز - پنجره پشتی – Loren L. Ryder, پارامونت پیکچرز - Susan Slept Here – جان او. آلبرگ, آر.ک.ئو |
| جایزه اسکار بهترین طراحی صحنه | جایزه اسکار بهترین طراحی صحنه |
| - در بارانداز – Art Direction and Set Decoration: Richard Day - دختر روستایی – Art Direction: Hal Pereira و رولند اندرسون; Set Decoration: Sam Comer و Grace Gregory - مقامات اجرایی – Art Direction: سدریک گیبنز و Edward Carfagno; Set Decoration: Edwin B. Willis و Emile Kuri - Le plaisir – Art Direction and Set Decoration: مکس افولس - سابرینا – Art Direction: Hal Pereira و Walter Tyler; Set Decoration: Sam Comer و Ray Moyer                                            | - ۲۰٬۰۰۰ فرسنگ زیر دریا – Art Direction: John Meehan; Set Decoration: Emile Kuri - Brigadoon – Art Direction: سدریک گیبنز و Preston Ames; Set Decoration: Edwin B. Willis و Keogh Gleason - Desiree – Art Direction: Lyle Wheeler و Leland Fuller; Set Decoration: Walter M. Scott و Paul S. Fox - Red Garters – Art Direction: Hal Pereira و رولند اندرسون; Set Decoration: Sam Comer و Ray Moyer - ستاره‌ای متولد شده است – Art Direction: Malcolm Bert, Gene Allen و آیرین شرف; Set Decoration: George James Hopkins |
| جایزه اسکار بهترین فیلمبرداری | جایزه اسکار بهترین فیلمبرداری |
| - در بارانداز – بوریس کافمن - دختر روستایی – John F. Warren - مقامات اجرایی – جرج جی. فالسی - Rogue Cop – جان اف. سایتز - سابرینا – چارلز لنگ | - سه سکه در چشمه – میلتون آر. کراسنر - سینوهه – لئون شامروی - پنجره پشتی – رابرت برکس - هفت عروس برای هفت برادر – جرج جی. فالسی - The Silver Chalice – ویلیام وی. اسکال |
| جایزه اسکار بهترین طراحی لباس | جایزه اسکار بهترین طراحی لباس |
| - سابرینا – ادیت هد - گوش‌واره‌های مادام... – Georges Annenkov و Rosine Delamare - مقامات اجرایی – هلن رز - It Should Happen to You – ژان لوئی - ایستگاه آخر (۱۹۵۳) – کریستین دیور | - دروازه جهنم – سانزو وادا - Brigadoon – آیرین شرف - Desiree – شارل لوماری و René Hubert - ستاره‌ای متولد شده است – ژان لوئی، Mary Ann Nyberg و آیرین شرف - هیچ شغلی مثل نمایش نیست – شارل لوماری، ویلیام تراویلا و Miles White |
| جایزه اسکار بهترین تدوین | جایزه اسکار بهترین جلوه‌های تصویری |
| - در بارانداز – جین میلفورد - ۲۰٬۰۰۰ فرسنگ زیر دریا – المو ویلیامز - شورش کین – ویلیام لیون (تدوین‌گر) and Henry Batista - متکبرها – رالف داسون - هفت عروس برای هفت برادر – رالف ای. وینترز | - ۲۰٬۰۰۰ فرسنگ زیر دریا - Hell and High Water - Them! |

- 1954 Academy Awards Winners and History
- 1954 Academy Awards at the بانک اطلاعات اینترنتی فیلم‌ها
- The 27th Academy Awards در بانک اطلاعات اینترنتی فیلم‌ها (IMDb)